# Woo Bum-kon
Woo Bum-Kon (* 24. Februar 1955 in Seoul; † 27. April 1982 in Uiryeong) war ein südkoreanischer Polizist und für einen der  opferreichsten  Amokläufe verantwortlich, bei dem 58 Menschen getötet und 35 weitere verletzt wurden.
Woo war bei Beförderungen nicht zum Zuge gekommen, und seine Hochzeit scheiterte an Geldmangel, worauf er mit seiner Freundin in einen heftigen Streit geriet. Am nächsten Morgen, dem 27. April 1982, verließ er sein Haus und ging zur Waffenkammer des örtlichen Polizeipostens, zu dem er als Beamter Zutritt hatte. Dort begann er, sich mit Whiskey zu betrinken, nahm sich zwei M1-Karabiner, 180 Schuss Munition und sieben Handgranaten und zog anschließend von Haus zu Haus, um ahnungslose Bürger in ihren Häusern zu überfallen und zu töten. Wahllos ermordete er jeden, den er in seinem knapp achtstündigen Amoklauf durch fünf Ortschaften der Provinz Gyeongsangnam-do antraf, darunter ganze Familien. Zuletzt zündete er zwei Handgranaten, die er am Körper trug, und starb zusammen mit drei Geiseln in Uiryong. Insgesamt wurden während des Amoklaufs 58 Menschen getötet und 35 weitere verletzt.
Aufgrund dieses Vorfalls trat der damalige Innenminister Südkoreas, Suh Chung-hwa, zurück und übergab sein Amt Roh Tae-woo.